# Consejo de la Corona de Mónaco
El Consejo de la Corona de Mónaco es un cuerpo administrativo de siete miembros que se reúne al menos dos veces cada año para asesorar al Príncipe de Mónaco en varios asuntos internos e internacionales. Es uno de los tres consejos establecidos por la Constitución del Principado, los otros dos son el Consejo Nacional y el Consejo de Estado.

## Composición
Hay siete miembros de pleno derecho del Consejo de la Corona. El Príncipe nombre al presidente del consejo y a otros tres miembros, los tres últimos miembros son seleccionados de entre los candidatos que postula el Parlamento (Consejo Nacional). 

## Funciones
Aunque el comité del Consejo de la Corona es Simplemente consultivo y no tiene poder legislativo, el príncipe debe consultarle antes de firmar tratados internacionales, si va a disolver el Consejo Nacional, Naturalizar ciudadanos, o tomar algunas otras decisiones ejecutivas.
A finales de marzo de 2005, el Consejo de la Corona Realizó lo que pudo haber sido una de sus importantes actuaciones, cuando el príncipe Rainiero III, soberano, estuvo por algunas semanas gravemente enfermo en un hospital de Mónaco y el Consejo de la Corona decidió que Rainiero era incapaz de gobernar temporalmente. (Durante el "período de incapacidad" de Rainiero III, los médicos en Mónaco estuvieron de acuerdo con que mostró pocos signos de mejora y, además, eminentes doctores de París, llamados a dar sus opiniones independientes, eran de la misma opinión.)
Fue entonces cuando el príncipe heredero Alberto fue informado por el Consejo de la Corona de la decisión tomada sobre Rainiero III y, siguiendo lo establecido por la Constitución de Mónaco , fue debidamente llamado para gobernar sobre Mónaco como regente.
El Consejo de la Corona, aclaró, sin embargo, que si la salud de Rainiero III mejoraba suficientemente tendría que volver a asumir su funciones como gobernante.
La Regencia del Príncipe Alberto duró unos días hasta abril de 2005, cuando Rainiero III murió a la edad de 82 años, siendo sucedido Luego formalmente como Soberano de Mónaco de pleno derecho por el Príncipe Alberto.